# Idioctis eniwetok
Espèce
Idioctis eniwetok est une espèce d'araignées mygalomorphes de la famille des Barychelidae.

## Distribution
Cette espècese rencontre aux îles Marshall et aux îles Yap dans les États fédérés de Micronésie.

## Description
Le mâle holotype mesure 10 mm et la femelle paratype 10,5 mm.

## Étymologie
Son nom d'espèce lui a été donné en référence au lieu de sa découverte, Eniwetok.

## Publication originale
- Raven, 1988 : A revision of the mygalomorph spider genus Idioctis (Araneae, Barychelidae). American Museum Novitates, no 2929, p. 1-14 (texte intégral).